# Arte frumoase

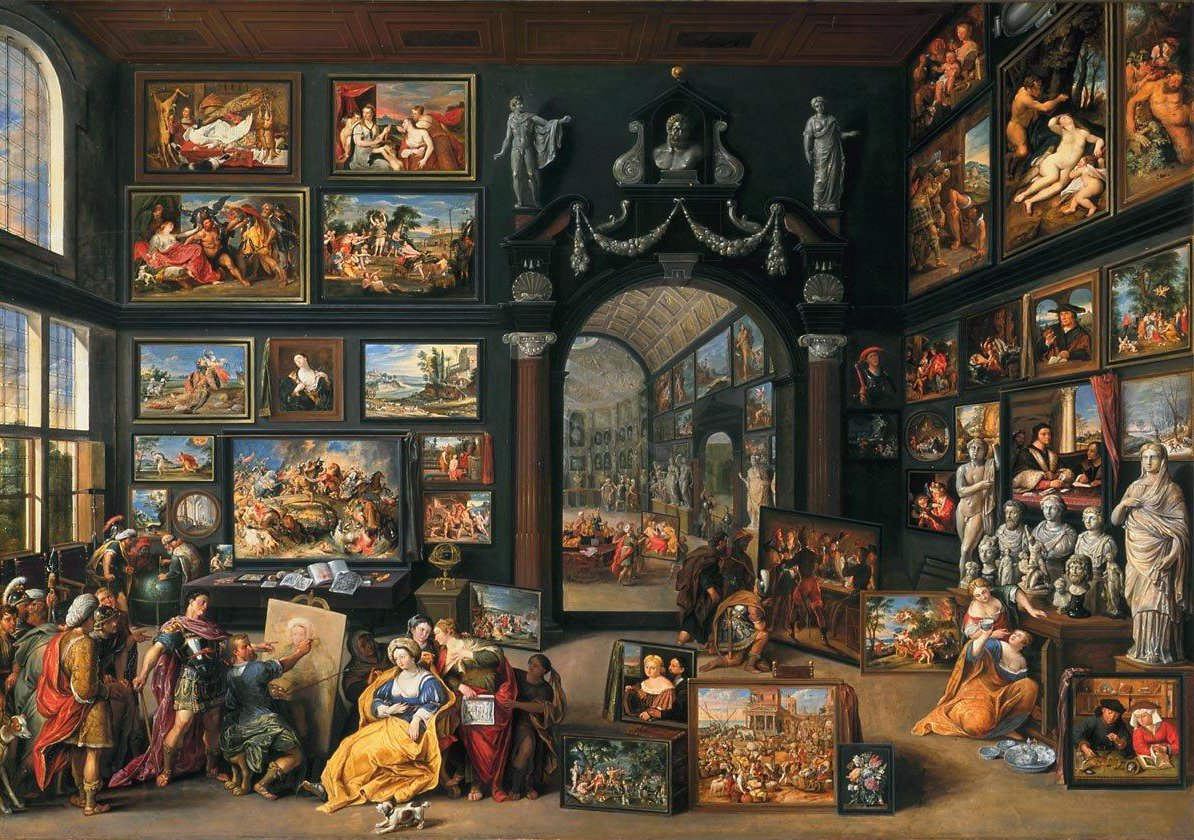
Apelles pictând Campaspe, o lucrare de artă care arată oameni înconjurați de artă frumoasă; de Willem van Haecht; circa 1630; ulei pe panou; înălțime: 104,9 cm, lațime: 148,7 cm; Mauritshuis (Haga, Țările de Jos)

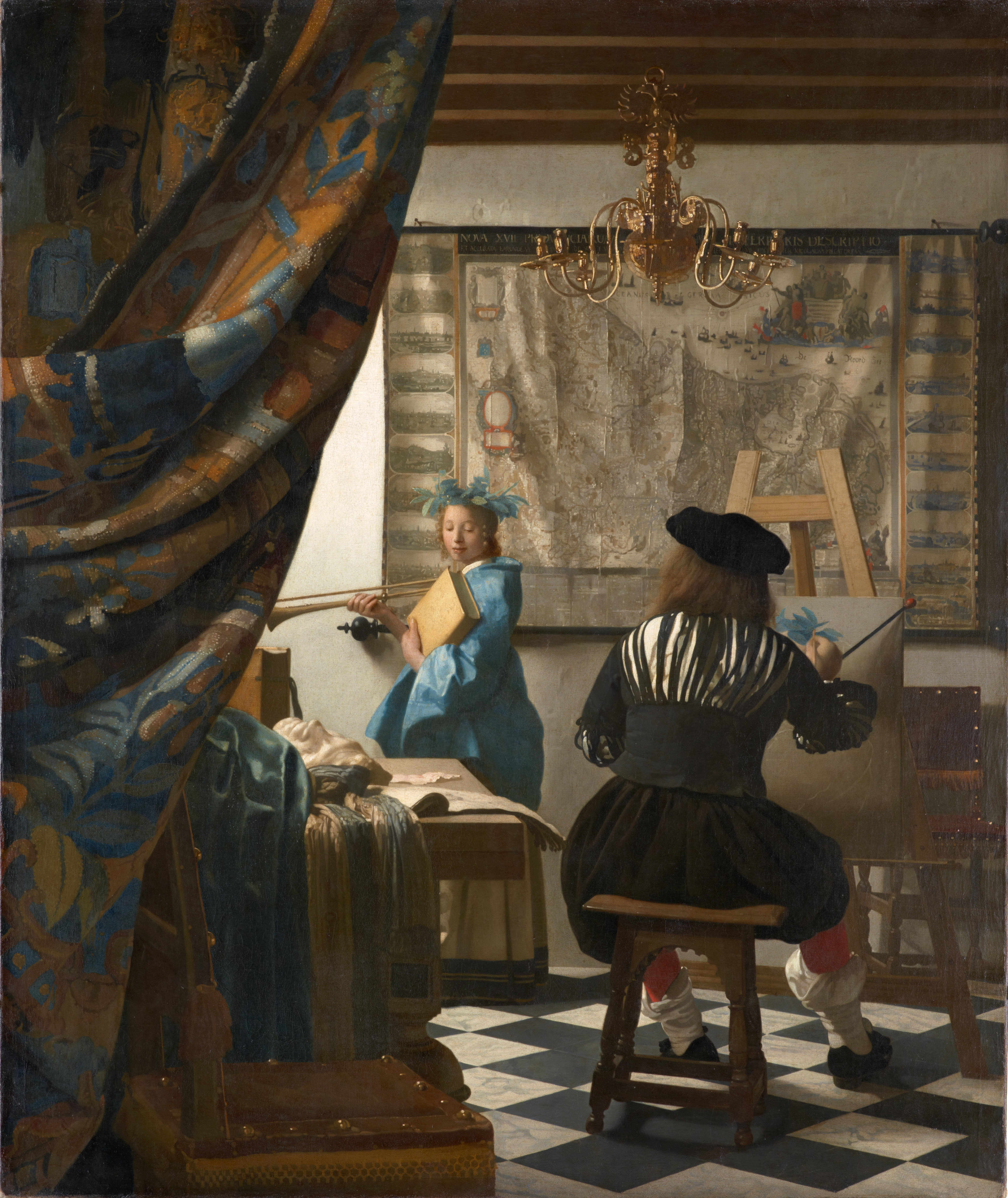
Arta Picturii; de Johannes Vermeer; 1666-1668; ulei pe pânză; 1,3 x 1,1 m; Muzeul de Istorie a Artei (Viena, Austria)

Turnul Babel; de Pieter Bruegel cel Bătrân; 1563; ulei pe panou: 1,14 x 1,55 m; Muzeul de Istorie a Artei

În tradițiile academice europene, artele frumoase sunt artă dezvoltată în principal pentru estetică sau frumusețe, deosebind-o de arta decorativă sau de arta aplicată, care trebuie să îndeplinească și o anumită funcție practică, cum ar fi olăritul sau majoritatea metalelor. În teoriile estetice dezvoltate în Renașterea italiană, cea mai înaltă artă a fost aceea care a permis exprimarea și afișarea completă a imaginației artistului, nerestricționată de oricare dintre considerațiile practice implicate, să zicem, de a face și de a decora un ceainic. De asemenea, a fost considerat important faptul că realizarea operei de artă nu presupunea împărțirea operei între diferite persoane cu abilități specializate, cum ar fi necesar cu o piesă de mobilier, de exemplu. Chiar și în cadrul artelor plastice, a existat o ierarhie a genurilor bazată pe cantitatea de imaginație creatoare necesară, pictura de istorie fiind plasată mai sus natură statică.
Istoric, cele cinci arte frumoase principale au fost pictura, sculptura, arhitectura, muzica și poezia, cu artele spectacolului, inclusiv teatrul și dansul. În practică, educația din afara conceptului este aplicată de obicei numai artelor vizuale. Printul și desenul au fost incluse ca forme legate de pictură, la fel cum au fost forme de literatură în proză. Astăzi, gama de ceea ce ar fi considerate arte plastice (în măsura în care termenul rămâne în uz) include în mod obișnuit forme moderne, cum ar fi film, fotografie, producție/editare video, design și arta conceptuală.
O definiție a artei frumoase este „o artă vizuală considerată a fi fost creată în principal în scopuri estetice și intelectuale și judecată pentru frumusețea și sensul ei, în special, pictură, sculptură, desen, acuarelă, grafică și arhitectură”. sens, există diferențe conceptuale între artele plastice și artele decorative sau artele aplicate (acești doi termeni acoperind în mare măsură același mediu). În ceea ce privește consumatorul artei, percepția calităților estetice a necesitat o judecată rafinată, de obicei menționată ca având bun gust, care a diferențiat arta plastică de arta și divertismentul popular.

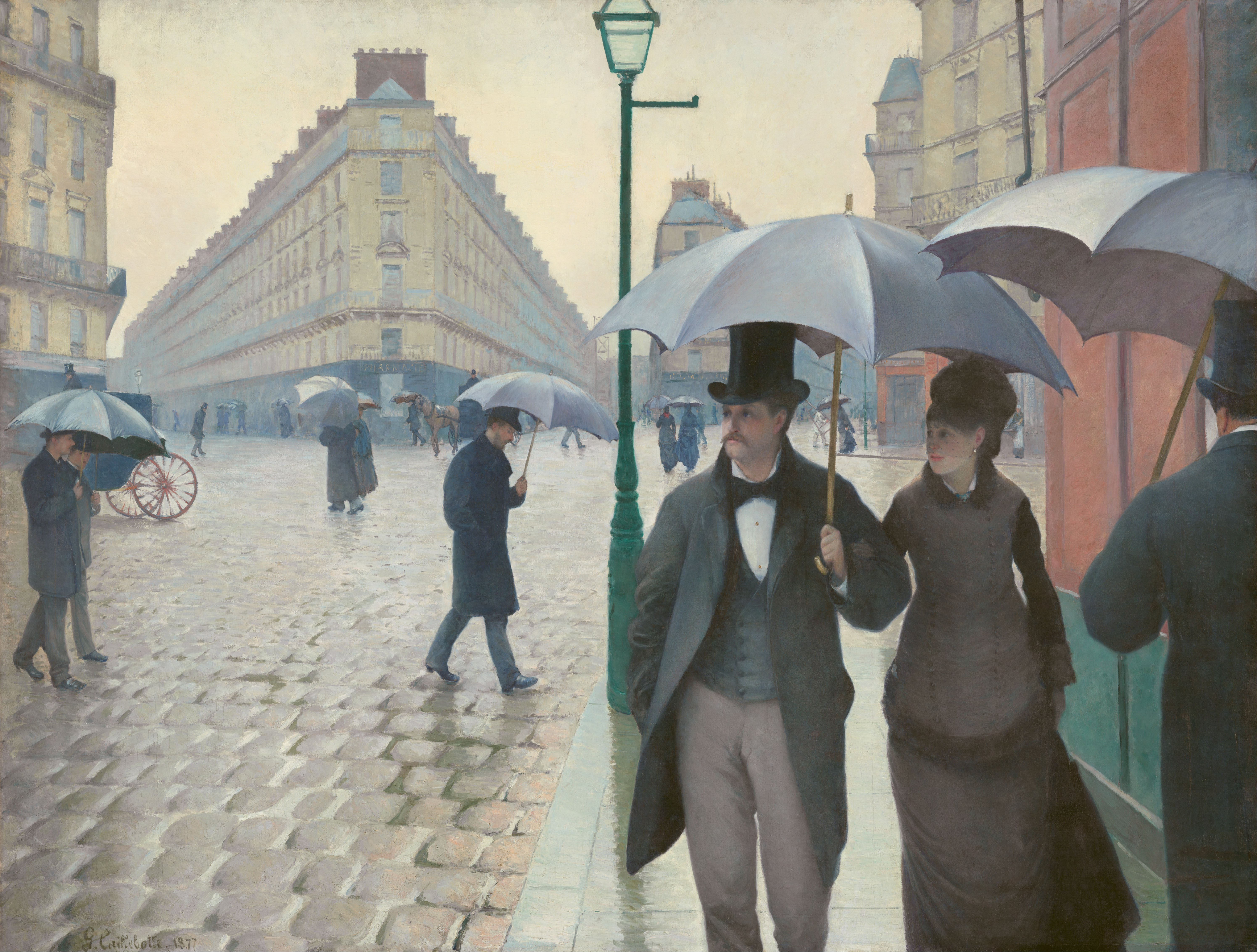
Stradă în Paris, într-o zi ploioasă; de Gustave Caillebotte; 1877; ulei pe pânză; 2.12 x 2.76 m; Institutul de Artă din Chicago (SUA)

Cuvântul „bine” nu înseamnă atât calitatea lucrărilor de artă în cauză, ci puritatea disciplinei conform canoanelor tradiționale occidentale [5]. Cu excepția cazului arhitecturii, în care a fost acceptată o utilitate practică, această definiție a exclus inițial artele aplicate sau decorative „utile”, precum și produsele celor considerate meșteșuguri. În practica contemporană, aceste distincții și restricții au devenit esențial fără sens, întrucât conceptului sau intenției artistului i se oferă primordie, indiferent de mijloacele prin care aceasta este exprimată.
Termenul este folosit în mod obișnuit doar pentru arta occidentală de la Renaștere, deși distincții similare de gen se pot aplica artei altor culturi, în special a celor din Asia de Est. Setul de „arte plastice” este uneori numit și „arte majore”, cu „arte minore” echivalând cu artele decorative. Acest lucru ar fi de obicei pentru arta medievală și antică.